# Stade Pascal-Laporte
 (mai 2025).
Motif : aucune particularité. Aucun grand club résident. aucune source secondaires de qualité suffisante. en l'état HC WP:CGN
- Archive Wikiwix
- Bing
- Cairn
- DuckDuckGo
- E. Universalis
- Gallica
- Google
- G. Books
- G. News
- G. Scholar
- Persée
- Qwant
- (zh) Baidu
- (ru) Yandex
- (wd) trouver des œuvres sur Wikidata

| 1. | Préciser le motif de la pose du bandeau. | Précisez le motif de la pose du bandeau en utilisant la syntaxe suivante : {{admissibilité à vérifier\|date=juin 2025\|motif=remplacez ce texte par le motif}}                            |
| 2. | Informer les utilisateurs concernés.     | Pensez à avertir le créateur de l'article, par exemple, en insérant le code ci-dessous sur sa page de discussion : {{subst:avertissement admissibilité à vérifier\|Stade Pascal-Laporte}} |

Le stade Pascal-Laporte est une installation sportive située à Nantes (Loire-Atlantique), dans le quartier Breil - Barberie.

## Historique
Le Stade nantais université club évolue dans les premiers temps aux vélodromes de Beauséjour et de Longchamp puis au Parc des Sports du Champ-de-Mars. Le 17 octobre 1920, sous le président Pascal Laporte, est inauguré le stade de Malville. Il comprend alors un terrain de football, entourée d'une piste de 400 mètres avec tribunes, d'un terrain d'entraînement, de 10 courts de tennis, de vestiaires, ainsi que d'un club-house avec café et restaurant. 
La section rugby du SNUC reste au parc des Sports jusqu'à sa démolition en 1937, avant de joueur au stade Marcel-Saupin. Le Stade nantais rugby joue depuis également au stade Marcel-Laporte.
En 1950, le stade de Malville est rebaptisé du nom de Pascal Laporte par le président du SNUC Marcel Pédron.

## Accès
Le site est accessible par les transports en commun de l'agglomération nantaise :
- Liste des lignes de bus de Nantes, arrêt Stade SNUC.